# Eulogiusz II (patriarcha Aleksandrii)
Eulogiusz II – prawosławny patriarcha Aleksandrii od 1100 r. Data końca jego panowania nie jest znana.